# Clã Arakawa
O clã Arakawa (荒川氏, Arakawa-shi) foi um clã do Japão da província de Echigo. Durante o Período Sengoku, os Arakawa serviram como vassalos do clã Uesugi.